# 流智美
流 智美（ながれ ともみ、1957年11月16日 - ）は日本のプロレス評論家。
本名は宮本厚二。茨城県水戸市出身。

## 来歴
少年時代からのプロレスファン。特に国際プロレスのマニアであり、高校までは茨城県立スポーツセンター体育館で行われた興行によく観戦に行っていたが、一方で中学生時代には、流血戦は好きではなかったという。高校1年の時には放送時間が土曜14:00 - 14:30に時間変更された『TWWAプロレス中継』（TBS）を見るべく、土曜の部活を休んだほどであった。中学校の時から英会話を勉強し、一橋大学在学中に、国際プロレスに「外人選手のインタビューの通訳として使ってください」と頼んだところ、同時期に通訳が国際プロレスを退社したため、1977年に国際プロレスに外人選手の送迎補助としてアルバイトで入社した。1979年にバーン・ガニアが来日した際は、ガニアが帰国する際、他のフロントが営業に出かけるなど人手が回らなかったため、京成上野駅から成田空港駅（現：東成田駅）までスカイライナーにガニアと一緒に乗車してガニアを成田空港まで送って行った。このことは、国際プロレスだからこそ出来たことであり、全日本プロレスや新日本プロレスでは普段出来ないことだった。
大学卒業後、日本郵船に入社、国外各地に渡る機会が多く、アメリカ、欧州のプロレスを生で数多く観戦し、プロレスラーと独自のコネクションを築いた。
国際プロレス解散後はプロレス評論家としてベースボール・マガジン社や宝島社の刊行物を舞台に活躍、プロレス史の研究についての業界第一人者となる。またコネクションの豊富さからプロレス団体の運営に携わることあり、UWFインターナショナルとは特に深い関係を持ち、同団体の内情を綴った記事も多い。晩年のルー・テーズの側近としても有名。
近年では、神奈川県横浜市で公務員をやりながら、『週刊プロレス』、『東京スポーツ』に連載を持つほか、国際プロレスのDVD監修を行い、2008年に第1回が行われた「プロレス知識力認定試験 プロレス王」の総合監修者となっている。2012年から放送開始されたBS11「スーパーファイティングIGF」の解説も務める。2019年4月には、NHK水戸放送局の「サタデーFM いばゆる」に出演し、同じプロレスマニアである広瀬靖浩アナウンサーとプロレス関連のトークを繰り広げた。

## 著書
- おそろしいほどプロレスがわかる本（1993年7月、白夜書房）
- 続・おそろしいほどプロレスがわかる本―プロレス入試問題必勝法〈2〉（1994年4月、白夜書房）
- 超一流になれなかった男たち（1995年4月、ベースボールマガジン社）
- 流智美のこれでわかった! プロレス技（1994年12月、ベースボールマガジン社）
- やっぱりプロレスが最強である!（1997年10月、ベースボールマガジン社）
- 鉄人ルー・テーズ自伝（2014年1月、講談社） - 編訳書
- 詳説 新日イズム 完全版 闘魂の遺伝子がここにある!(2014年10月24日、燃えろ!新日本プロレスBOOK、集英社)
- 東京12チャンネル時代の国際プロレス（2019年6月12日、辰巳出版）
- 新日本プロレス50年物語 第1巻: 昭和黄金期（2022年9月5日、ベースボールマガジン社）
- 猪木戦記 第1巻 若獅子編（2023年6月5日、ベースボールマガジン社）
- 猪木戦記 第2巻 燃える闘魂編（2023年8月4日、ベースボールマガジン社）
- 猪木戦記 第3巻 不滅の闘魂編（2023年11月7日、ベースボールマガジン社）
- 猪木戦記 第0巻 立志編（2024年3月5日、ベースボールマガジン社）
- 馬場戦記 第1巻 世界進出編（2024年11月6日、ベースボールマガジン社）
- 馬場戦記 第2巻 東洋の巨人編（2025年4月4日、ベースボールマガジン社）

## 編集
- 『写真集・門外不出!力道山』（2001年2月、集英社）

## 監修
DVD
- 『不滅の国際プロレス』 - 2007年
- 『国際プロレス クロニクル』 - 2011年
- 流智美の黄金期プロレス50選 vol.1 戦後悪役の権化 東郷&シーク（2005年、クエスト）
- 流智美の黄金期プロレス50選 vol.2 殺人狂コワルスキー&地獄の料理人シュミット（2005年、クエスト）
- 流智美の黄金期プロレス50選 vol.3 ミネソタの猛虎バーン・ガニア（2005年、クエスト）
- 流智美の黄金期プロレス50選 vol.4 生傷男ブルーザー&ぶっ壊し屋クラッシャー（2005年、クエスト）
- 流智美の黄金期プロレス50選 vol.5 人間台風ジョナサン&MSG無冠の帝王ロッカ（2006年、クエスト）
- 流智美の黄金期プロレス50選 vol.6 鉄人テーズ＆野生児ロジャース（2006年、クエスト）
- 流智美 Presents プロレスの神様 カール・ゴッチ その真実と真髄（2008年、クエスト）
- IWGP烈伝COMPLETE-BOX 1 1981年IWGP構想〜1987年初代IWGP王者誕生（2016年、ビデオ・パック・ニッポン）

## 出演

### インターネット配信
- 『NJPW DVD DX』（USTREAM(ビデオ・パック・ニッポン)、2014年-）♯3、♯9、♯14、♯17、♯22、♯24、♯26